# Joseph Stopford
Joseph Stopford, född 26 augusti 1866, död 25 november 1951, var en brittisk bågskytt. Han deltog vid olympiska sommarspelen 1908.